# Кесария (Израиль)
Кеса́рия (также Кейса́рия; ивр. קֵיסָרְיָה‎ — Кесарья) — общинное поселение на средиземноморском побережье Израиля, к северу и востоку от древней Кесарии Палестинской. Основано в 1977 году.
Отличительными чертами Кейсарии являются одно- и двухэтажная индивидуальная застройка (виллы и коттеджи) и высокие доходы его жителей.
В посёлке располагаются:
- начальная школа,
- Музей Ралли,
- первые в Израиле гольф-поле и гольф-клуб (1961), являвшиеся единственными в стране до открытия в 1999 году гольф-поля в кибуце Гааш,
- гостиница Дан-Кесария,
- сохранившийся с византийского периода мозаичный пол жилого дома с изображением птиц и других животных.

К востоку от шоссе Тель-Авив — Хайфа, на подступах к городу Пардес Хана, расположен промышленный парк Кейсарии, в котором, в частности, находится завод по производству автобусов Merkavim.

## Население
По данным Центрального статистического бюро Израиля, население на начало 2020 года составляло 5 343 человека.

## Известные уроженцы, жители
Биллиг, Ханна (1901, Лондон — 1987, Кесария) — британский врач еврейского происхождения.